# Monestier (Dordogne)
Monestier település Franciaországban, Dordogne megyében. Lakosainak száma 396 fő (2022. január 1.). Monestier Saussignac, Cunèges, Gageac-et-Rouillac, Ligueux, Margueron, Loubès-Bernac, Thénac és Razac-de-Saussignac községekkel határos.

## Népesség
A település népességének változása:
| Lakosok száma | 444  | 346  | 325  | 361  | 375  | 376  | 390  | 404  | 406  | 396  |
|               | 1968 | 1982 | 1990 | 2006 | 2013 | 2015 | 2017 | 2019 | 2020 | 2022 |